# Sorbe (cours d'eau)
Le Sorbe est un cours d’eau espagnol d'une longueur de 72 km qui coule dans la communauté autonome de Castille-La Manche. Il prend sa source dans la Sierra de Pela (es), un massif de l'est du Système central, et coule vers le sud puis vers le sud-est. Il se jette dans l'Henares dans la commune de Humanes.

## Source de la traduction
- (es) Cet article est partiellement ou en totalité issu de l’article de Wikipédia en espagnol intitulé « Río Sorbe » (voir la liste des auteurs).